# Les Nerfs à vif (film, 1991)
Pour le film original de 1962, voir Les Nerfs à vif (film, 1962).
Pour les articles homonymes, voir Cape Fear.
Pour plus de détails, voir Fiche technique et Distribution.
Les Nerfs à vif (Cape Fear) est un film américain réalisé par Martin Scorsese et sorti en 1991. Il s’agit du remake du film de Jack Lee Thompson sorti en 1962.
Le film est un succès et critique et commercial. Il reçoit par ailleurs plusieurs distinctions notamment des nominations aux Oscars du meilleur acteur pour Robert De Niro et meilleure actrice dans un second rôle pour Juliette Lewis.

## Synopsis
Sam Bowden (Nick Nolte) est un avocat qui exerce dans la ville tranquille de New Essex en Caroline du Nord. Max Cady (Robert De Niro) est un ancien client que Bowden avait défendu 14 ans plus tôt, en 1977, lorsqu'il était commis d'office à Atlanta. Cady était alors accusé de viol et voie de fait sur une mineure de seize ans. Bowden, révolté par le crime de Cady, avait fait disparaître un rapport de police constatant les mœurs légères de la victime, son esprit manipulateur (« ce n'était pas une oie blanche » reconnut Bowden auprès d'un de ses amis), sa promiscuité sexuelle qui devaient, en cas de révélation, permettre à ce dernier de bénéficier des circonstances atténuantes. Le rapport indiquait aussi que l'agresseur pouvait ignorer qu'elle était mineure. Tout cela, Cady découvrit en prison en 1983 six ans après son incarcération. Analphabète au moment du verdict, il apprit à lire en prison et se spécialisa dans le droit. 
Probablement aurait-il bénéficié de l'indulgence de sa femme qui, après sa condamnation, ignorante de tous ces éléments, avait rompu et emmené sa fille en faisant croire à celle-ci à la mort de son père. De plus, sa mère décède pendant ses longues années de détention, sans qu'il ait pu la revoir à sa sortie de prison. De ce fait, un gardien relève le jour de sa libération, avec un certain étonnement, qu'aucun proche n'est venu le chercher. Enfin, comme autre dérivatif à sa solitude injustement lourde ou à sa cohabitation avec des malfaiteurs plus justement condamnés que lui (qu'il qualifie de « primates »), Cady n’a trouvé que le tatouage de presque tout son corps : son torse, son dos, ses bras. Et les marques évoquent les malheurs de sa condamnation : vérité, justice, vengeance ainsi que "Loretta" le prénom de son ancienne victime. Du fait de son isolement et de sa réputation de lâche agresseur de filles mineures et innocentes, à plusieurs reprises il avait échoué à obtenir une liberté conditionnelle.
Bowden avait bafoué la loi, son éthique professionnelle et son devoir d'avocat de la défense, inscrits noir sur blanc dans le sixième amendement de la constitution américaine et dans l'article 2 clause 17 du conseil de l'ordre des avocats professionnels : "l'avocat doit représenter son client avec zèle". Il avait certes transformé l'accusation de viol aggravé en violence sexuelle aggravée, de manière à lui épargner la peine de mort ou la prison à perpétuité. Mais il n'avait pas montré à la Cour un rapport à décharge qui aurait permis à son client d’obtenir une diminution de moitié de sa peine de prison ferme, suivie de la conditionnelle, lui laissant ainsi l'espoir de garder le contact avec sa famille. Bowden avait été horrifié par les images terribles de la jeune victime complètement défigurée, qui aurait pu être sa fille quatorze ans plus tard. Après sa sortie de prison, Cady commence à traquer Bowden. Il avait découvert, six ans après sa condamnation, ce rapport d'enquête : un examen sexuel par la police, qui sapait les accusations de viol comme de violence sexuelle "aggravée" sur cette fille à la moralité douteuse, et établissait l'ignorance par Cady du fait qu'elle était mineure. Cady engagea alors seul un recours en appel au terme duquel il fut condamné à sept ans de prison. Cady en concluait que le juge avait à l'époque fait équitablement son travail, que sa femme avait eu moralement raison de partir et de déclarer à sa fille son père mort, que seul son avocat l'avait trahi, diffamé, et avait ainsi gâché sa vie. Bowden prend conscience de ses torts, particulièrement après qu'un juge d'application des peines de ses amis, Tom Brodbent (Fred Dalton Thompson), l'ait sermonné : « Tout inculpé bénéficiera, au moment de sa comparution, de l'assistance d'un avocat pour sa défense ! », « Tiens, certaines personnes méritent d'être mieux défendues que d'autres » ! « Tu te rends compte que tu as planqué un rapport ! », « Je ne sais pas quoi te dire ! ». Aussi à l'occasion d'un deuxième tête-à-tête, l'avocat propose à son ancien client une somme de 10.000 dollars en liquide en guise de dommages et intérêts. Mais Max Cady refuse, estimant la somme insignifiante au regard du préjudice personnel et familial subi ; même en allant jusqu'à 50.000 dollars, soit dix dollars la journée de prison dans une cellule de dix mètres carrés, le dédommagement lui paraît dérisoire. La mère de Cady lui avait de toute façon laissé à sa mort un gros héritage de 30 000 dollars, qui lui avait permit à sa sortie de prison d'acheter une grande voiture décapotable. Cady préfère, dès lors, se venger en lui pourrissant la vie. Il l'appellera invariablement avec mépris « l'avocat » et répètera : vous avez trahi votre frère humain, vous avez trahi la constitution, vous avez trahi Dieu.
Plusieurs incidents impliquant Cady commencent à toucher la famille Bowden, composée du mari Sam, de l'épouse Leigh (Jessica Lange) et de leur fille adolescente, Danielle (Juliette Lewis). Cady est vu une nuit perché sur un mur juste à la limite de la propriété des Bowden faisant exploser un feu d'artifice. Le chien de la famille, Ben, est mystérieusement empoisonné à leur domicile. Bowden tente de faire arrêter Cady par le lieutenant de police local, Elgart (Robert Mitchum) qui doit se résigner, faute d'effraction, à constater l'absence de preuves. Au restaurant du Tribunal, Cady rencontre Lori Davis (Illeana Douglas), une secrétaire de Bowden avec laquelle celui-ci entretient une relation extraconjugale. Un peu plus tard, présent chez Lori sur la demande de celle-ci, Cady lui menotte les mains dans le dos, mais ensuite l'agresse violemment, lui casse le bras, la mord et lui arrache un morceau de joue. Alors qu'elle est hospitalisée le lendemain, Lori et Sam Bowden (prévenu par Elgart de l'agression après qu'un des voisins de Lori alerté par ses cris de détresse eut relevé le numéro d'immatriculation de la voiture de Cady) s'entendent pour ne pas porter plainte. Surtout, Lori ne souhaite pas que l'infidélité soit révélée à ses collègues. Elgart fait savoir à Bowden que celui-ci n'y est pas autorisé  faute de tout lien familial avec elle. Bowden en a finalement assez et engage un détective privé, Claude Kersek (Joe Don Baker), pour suivre Cady, mais celui-ci s'en aperçoit et le fait savoir à Kersek en lui offrant à son insu un repas au restaurant. Lors d'une altercation verbale, Cady devine en Kersek, de par sa façon de lui parler et de le menacer, un ancien flic radié de la police pour les libertés qu'il prenait avec la loi. Cady se rapproche de Danielle au lycée en se faisant passer au téléphone pour son nouveau professeur d'art dramatique, discute avec elle et va jusqu'à l'embrasser. Bowden découvre aussi un joint dans les affaires scolaires de Danielle. Cady est très bien renseigné sur les allées et venues de la famille Bowden. 
Kersek persuade Bowden d'engager trois hommes pour tabasser Cady et ainsi l'intimider. Bowden commet l'erreur non seulement d'accepter mais aussi d'approcher Cady dans un restaurant et de lui intimer juste avant l'agression l'ordre de laisser sa famille tranquille, sous peine d'aller au-devant de graves problèmes. Cady enregistre secrètement la conversation. Mais alors que Bowden est caché pour assister à l'agression, Cady prend rapidement le dessus sur ses assaillants et les bat violemment. Cady entend Bowden derrière sa cachette. Il se rapproche de lui en l'intimidant avec des raisonnements psychotiques agrémentés de citations littéraires, mais il décide de partir. Au grand dam de Bowden, Cady engage le meilleur avocat du district, Lee Heller (Gregory Peck), pour un dépôt de plainte auprès du barreau de Caroline du Nord. Cady utilise l'enregistrement des menaces de Bowden et exagère ses blessures à l'audience pour l'enfoncer. Lee Heller et Max Cady obtiennent satisfaction du juge (Martin Balsam) en imposant une mesure d'éloignement forcé. Heller n'entend pas s'en tenir là : il tente également de faire radier son confrère de la profession. Ici Bowden subit la partialité de la justice et du barreau. Au tribunal, le juge coupe d'emblée la parole à Bowden qui n'est pas assisté par un avocat, pour imposer son verdict ; devant le barreau aucune confrontation n'est prévue entre Cady et Bowden afin de permettre à celui-ci d'assurer sa défense et d'obliger Cady à justifier sa plainte. 
Aussi Kersek échafaude-t-il un plan pour que Cady s'introduise par effraction dans la maison des Bowden. Sam explique au tribunal qu'il va très prochainement prendre l'avion et tente de faire en sorte que Cady le croie. Kersek se cache dans la maison, espérant que Cady s'y introduise par effraction et qu’il puisse l'abattre en état de légitime défense. Mais Cady flaire le piège, en soutirant à une employée de l'aéroport l'information que le départ de Bowden est en réalité prévu pour plus tard. Pendant que Bowden attend, Cady, déguisé en Graciela (Zully Montero), la femme de ménage, attaque et tue Kersek dans la cuisine avant de s'échapper. Sam, Leigh et Danielle découvrent le corps de Kersek, ainsi que celui de Graciela. Une ancienne affaire explique que l'ancien détenu n'ait pu obtenir de libération anticipée et soit devenu un dément vindicatif, prêt à tout pour se faire justice lui-même. En rêve, Bowden se souvient  des soupçons — découverts par Kersek lors de son enquête — formulés contre Cady en prison : avoir tué un codétenu dans une cuisine. Telle était l'explication de la mort du chien et de la connaissance par Cady de la vie  publique et intime des Bowden : Cady se fondait au sein de la maison sous les apparences de la femme de chambre. Horrifiée, et abandonnée cette fois-ci par la police qui leur reproche de ne pas avoir fait appel à leurs services, la famille s'enfuit en voiture pour rejoindre leur péniche qui se trouve le long de Cape Fear. Cady les suit en se cachant sous le châssis de leur voiture. Durant la nuit, il les attaque sur le bateau, battant et assommant Bowden. Il se prépare à violer Leigh et Danielle sous le regard de Bowden. Leigh se propose à Cady à la place de Danielle, lorsque celle-ci pulvérise sur Cady un fluide inflammable alors qu'il est en train d'allumer un cigare. Cady prend feu et se jette dans le fleuve. Cependant sa longue cohabitation avec des codétenus qu'il qualifie de « primates » lui a appris à résister à la douleur. Il grimpe à nouveau sur le bateau grâce à une corde et reprend le dessus. 
Alors que le bateau est pris dans une violente tempête, Cady, gravement brûlé, impose à Bowden une révision du procès devant Leigh et Danielle, censées représenter la Cour. Bowden doit admettre avoir enterré le rapport à décharge qui lui avait été remis par la police. Il y était écrit que la victime n'était pas de bonne moralité et avait eu au moins trois amants dans le mois qui précédait sa rencontre avec Cady. Le procureur et le jury ne pouvaient donc pas retenir l'inculpation ni de relation et de pénétration sexuelles non consenties envers une fille qui se donnait tous les dix jours (si ce n'est plus souvent) à un homme différent, ni de violence sur une mineure qui fréquentait, à leur insu, des gens plus âgés qu'elle. Mais Bowden explique ses raisons passées : sa mauvaise moralité ne pouvait justifier ou excuser l'agression de Cady. Il précise également que Cady s'était vanté d'avoir échappé à deux inculpations pour viol aggravé. Cady oblige alors Bowden à répéter comme le veut la loi l'article 2 clause 17. Fou furieux, il le traite de "faux-cul de pourri" qui avait préféré « juger », vendre son « frère humain » (le rôle de l'avocat étant dans tous les cas de mettre en relief le caractère humain d'un accusé) en prétendant le défendre. Il se prépare à tuer Bowden. Mais la tempête combinée au fort courant de la rivière font tomber Cady, permettant à Bowden de reprendre le dessus et de mettre les femmes en sécurité. Les deux hommes se battent. Bowden parvient à utiliser les menottes de Cady pour l'attacher au bateau. Lorsque le bateau se brise sur un rocher, la lutte continue sur le rivage. Là, Bowden parvient à saisir une pierre et à frapper Cady à la tête. Le courant fait s'éloigner Cady dans le fleuve. Cady, prisonnier du bateau à cause des menottes aux pieds, commence à s'enfoncer dans le fleuve tout en se mettant à hurler en glossolalie.  Feignant d'oublier qu'il est coupable de meurtre avec préméditation et de violation de domicile, il signifie à Bowden que celui-ci ne respecte pas la mesure d'éloignement du juge. Il finit par se noyer, tout en dévisageant Bowden. Dans un geste cathartique, Bowden se nettoie du sang qu'il a sur les mains avant de rejoindre Leigh et Danielle sur la berge. La famille s'engage alors à oublier Cady.

## Fiche technique
- Titre : Les Nerfs à vif
- Titre original : Cape Fear
- Réalisation : Martin Scorsese
- Scénario : Wesley Strick, d'après le scénario original de James R. Webb et d'après le livre Un monstre à abattre (The Executioners) de John D. MacDonald paru en 1958
- Musique : Bernard Herrmann, ré-orchestrée par Elmer Bernstein
- Photographie : Freddie Francis
- Distribution des rôles : Ellen Lewis (en)
- Décorateur du plateau : Alan Hicks
- Costumes: Rita Ryack (en)
- Décors : Henry Bumstead
- Montage : Thelma Schoonmaker
- Production : Barbara De Fina

Producteurs délégués : Steven Spielberg, Kathleen Kennedy et Frank Marshall
- Sociétés de production : Amblin Entertainment, Cappa Films et Tribeca Productions
- Distribution : Universal Pictures (États-Unis), United International Pictures (France)
- Budget : 35 000 000 $
- Pays de production :  États-Unis
- Langue originale : anglais
- Format : Technicolor - 2,35: 1 - 35 mm
- Genre : drame, Thriller psychologique
- Durée : 123 minutes
- Dates de sortie[1] :
  - États-Unis : 13 novembre 1991
  - France : 18 mars 1992
- Classification :
  - France : interdit aux moins de 12 ans lors de sa sortie en salle (et lors de sa diffusion à la télévision)

## Distribution
- Robert De Niro (VF : Jacques Frantz) : Max Cady
- Nick Nolte (VF : Alain Dorval) : Sam Bowden, avocat
- Jessica Lange (VF : Françoise Dorner) : Leigh Bowden, femme de Sam
- Juliette Lewis (VF : Aurélia Bruno) : Danielle Bowden, fille de Sam et Leigh
- Joe Don Baker (VF : Richard Leblond) : Claude Kersek, détective privé
- Robert Mitchum (VF : Jean-Claude Michel) : Lieutenant Elgart
- Gregory Peck (VF : Jean Lagache) : Lee Heller
- Martin Balsam (VF : Albert Médina) : Juge
- Illeana Douglas (VF : Marie Marczack) : Lori Davis
- Fred Dalton Thompson (VF : Jacques Ferrière) : Tom Broadbent
- Catherine Scorsese (en) : Cliente du stand de fruits
- Charles Scorsese (en) : Client du stand de fruits
- Jackie Davis : Jimmy le docker
- Zully Montero : Graciela

## Production

### Genèse du projet
Le scénario est écrit par Wesley Strick d'après le scénario original de James R. Webb, qui est lui-même une adaptation du roman The Executioners ou Cape Fear publié en 1957, publié en français sous le titre Un monstre à abattre en 1963.
Steven Spielberg devait d'abord réaliser le film mais il s'est désisté pour se concentrer sur La Liste de Schindler. C'est lui qui a proposé Martin Scorsese comme réalisateur et c'est également lui qui l'a convaincu, après plus d'un an d'arguments, de le faire. Il lui a dit que c'était un film commercial qui avait le potentiel de devenir un énorme succès, à la condition que Scorsese y amène sa force dans la réalisation. Scorsese a lu trois fois le scénario original lorsqu'il réalisait Les Affranchis en 1990. Il l'a détesté à chaque fois parce qu'il trouvait la famille Bowden trop heureuse, or il la voulait malheureuse. Il lui fallait également un film moins manichéen que celui de 1962 où un brave avocat en sa qualité de bon citoyen se faisait harceler par l'accusé contre lequel il avait, judicieusement, témoigné ; sans nuire à ses droits à la défense qu'il n'était pas chargé d'assurer. Ici le héros-avocat avait trahi son client et avait donc sa part de responsabilité dans le harcèlement. Cady tire profit des faiblesses d'un homme riche, mais ennuyé et infidèle. Le chiffre de quatorze années d'emprisonnement, (au lieu de huit dans la version de 1962), est peut-être un clin d'œil aux quatorze années passées par Edmond Dantès au château d'If, avant qu'il ne se venge d'un emprisonnement injuste. Ici le malfaiteur en liberté ne conteste pas le bien-fondé de la peine, mais sa lourdeur. Une procédure d'appel que Cady engagea seul avec les nouvelles pièces du dossier, sept ans après sa première incarcération aboutit à une nouvelle condamnation de sept ans de prison. Il serait alors sorti de prison après avoir appris à lire et à écrire, gardé au possible le contact avec sa femme et sa fille, n'aurait pas ressenti le besoin de se tatouer le corps. Si sa condamnation pour voie de fait se justifiait, il n'en était pas de même de celle pour viol, agression sexuelle voire violence "aggravée" selon le rapport de police que Bowden avait dissimulé. La fille mineure se comportait comme une adulte et le faisait croire aux multiples et éphémères amants qu'elle débauchait. Bowden avait profité de son illétrisme pour encourager la justice à le charger, sa femme à l'oublier. Elle n'avait eu d'autre choix que de faire croire à sa fille que son père était mort. Désireux à tout prix de se venger, Cady refusait toute transaction avec son ancien avocat quand conscient de ses torts il lui proposa un dédommagement financier. Aussi sombra-t-il dans la démence et s'enfonça-t-il dans le crime. Ce qu'il avait commencé, en prison, lorsqu'il y avait assassiné un codétenu, en se déguisant en cuisinier ou cuisinière. Cady tenait absolument à démontrer à Bowden que celui-ci n'avait pas été moins criminel que lui. 
A l'origine de cette vengeance sanglante et sordide on doit compter avec l'institution judiciaire qui a manifesté beaucoup de complaisance envers Max Cady et violé à son tour le sixième amendement de la Constitution ; comme pour se venger de la faute passée de Bowden. Celui-ci a comparu devant le juge sans avocat. Le magistrat l'a condamné à une "contrainte pour corps" après le fameux passage à tabac, sans le laisser assurer sa défense personnelle. Le Conseil de l'ordre des avocats s'apprête à entreprendre une radiation de Bowden sans le confronter à Cady. Bowden le dira à son détective, Claude Kersek : "Max Cady est devenu roi". 
La police, elle, se montra incompétente dans l'affaire du chien empoisonné, obligeant Bowden pour découvrir la vérité à engager un détective privé qui enquêta auprès de la direction pénitentiaire et apprit ainsi qu'il avait déjà été sept ans plus tôt soupçonné de meurtre d'un codétenu dans une cuisine. Et de manière plus stupéfiante encore la police n'a pas voulu intervenir après les assassinats de la femme de chambre, Gruziella, et de Kersek sous prétexte que la famille s'était mise hors-la-loi en tentant de pièger Cady sans faire appel aux services des représentants de la loi.

### Attribution des rôles
La présence de Robert Mitchum, Gregory Peck et Martin Balsam est un clin-d'œil à la version originale de 1962 dans laquelle ils tenaient respectivement les rôles de Max Cady, Sam Bowden et de l'inspecteur Mark Dutton. Lorsque Steven Spielberg était chargé du projet, il songeait à Bill Murray pour le rôle de Max Cady.
Scorsese avait songé initialement à Harrison Ford, mais Robert De Niro le rappela pour le convaincre de lui confier le rôle de Max Cady. Brad Dourif a également auditionné pour le rôle de Max Cady. Quant au personnage de Sam Bowden, c'est Robert Redford qui était son premier choix, et Diane Keaton pour celui de Leigh Bowden.
Drew Barrymore, Jennifer Connelly, Sarah Jessica Parker, Nicole Eggert, Shannen Doherty, Bridget Fonda, Jodie Foster, Diane Lane, Demi Moore, Molly Ringwald, Meg Ryan, Brooke Shields, Tiffani Thiessen, Winona Ryder et Reese Witherspoon ont été auditionnées pour le rôle de Danielle Bowden qui échoit à Juliette Lewis. Alyssa Milano s'est vu aussi offrir le rôle mais elle la déclina sous la pression de son partenaire dans Madame est servie (1984), Tony Danza. C'est le dernier film cinématographique de Gregory Peck. De même, Christina Applegate auditionna pour le rôle de Danielle mais elle le refusa à la suite des pressions de son producteur, Ron Leavitt. Le choix final de Robert de Niro dans le rôle de Max Cady est peut-être un clin d'oeil à une réalité qui dépasse la fiction : l'acteur qu'on surnomme "l'homme aux cent visages" parce que souvent méconnaissable à l'écran, interprète ici un personnage  qui se déguise avec succès en cuisinier, en femme de chambre, en professeur d'art dramatique, ou en accidenté de la route.

### Tournage
Le tournage dura dix-sept semaines. Robert De Niro a payé un dentiste 5 000 dollars pour transformer sa dentition comme s'il avait passé dix ans en prison et lui donner un air plus féroce. Après le tournage, il lui en coûta 20 000 de plus pour lui redonner sa forme d'origine.
De Niro s'est tatoué avec des teintures végétales. Nick Nolte, plus grand que De Niro, a dû perdre du poids. Robert De Niro a dû travailler ses muscles plusieurs mois avant le tournage afin de donner plus de crédibilité à la force musculaire de Max Cady et est tombé à 3 % de masse graisseuse. Les tatouages de Max Cady ont disparu au bout de quelques mois.
C'est Robert De Niro qui a proposé la scène où son personnage mord la maîtresse de Sam Bowden pour personnifier le fait que Cady soit un prédateur sexuel. Et aussi que ce dernier entendait punir une femme dévergondée selon les mots mêmes de celle-ci comme sa victime d'autrefois. Cette maitresse était prête à se donner à lui après être sortie avec un mari infidèle et oublieux. Pour la scène où Max Cady se glisse sous la voiture, De Niro a exigé qu'un cascadeur lui démontre que c'était possible. L'accent de Cady créé par De Niro vient d'un de ses premiers rôles où il jouait un Sudiste. Pour préparer le rôle, De Niro était parti dans des villes du sud des États-Unis avec un magnétophone portable pour faire lire des répliques du scénario à des personnes issues de la population locale et pouvoir travailler ensuite son accent. Les parents du personnage étaient fermiers et sa mère avant de mourir a vendu la propriété pour laisser sur son compte 30 000 dollars qui sont revenus à son fils à sa libération.
La scène de l'auditorium du lycée entre Robert De Niro et Juliette Lewis a été totalement improvisée par les deux acteurs lors de la première prise. On peut y voir Juliette Lewis un peu énamourée et surprise devant un Robert de Niro qui lui met son pouce dans la bouche et l'embrasse. Martin Scorsese a finalement décidé de la garder. Dans le scénario d'origine, la scène devait symboliser la traque de la jeune fille par Cady (comme dans la version de 1962) mais Scorsese a décidé d'en faire une scène de séduction. Symboliquement ce psychopathe, tout en la manipulant, épargnait physiquement Danielle Bowden respectueuse et chaste de 16 ans — comme d'ailleurs autrefois sa femme fidèle (avec qui il avait eu une fille). Ce à la différence de ses deux précédentes victimes féminines l'une et l'autre dévergondées. Cady essayait peut-être de trouver un substitut à sa propre fille, perdue à jamais à cause de la félonie de Bowden. Aussi, Danielle croira longtemps Cady innocent de la mort du chien, comme il le lui avait assuré, jusqu'à ce que l'assassinat de Graciela le trahisse et suscite en Dany un désir de vengeance, qui a failli sur le bateau de Cape Fear faire périr Cady par le feu. 
La dernière scène a été tournée près de Hollywood (Floride) au John U. Lloyd State Park, au milieu d'un marécage de mangroves. 
Ce film a été réalisé en partie à Fort Lauderdale, en Floride.

## Accueil

### Accueil critique
Sur l'agrégateur américain Rotten Tomatoes, le film récolte 73 % d'opinions favorables pour 49 critiques. Sur Metacritic, il obtient une note moyenne de 73⁄100 pour 9 critiques.
En France, le film obtient une note moyenne de 4,6⁄5 sur le site Allociné, qui recense 5 titres de presse.

### Box-office
Le film a été un succès commercial.  Il a rapporté 79 091 919 millions de dollars sur le territoire américain et 103 200 050 millions de dollars a l'international pour un total de 182 291 969 $. En France, il totalise 1 376 234 entrées soit le 20e meilleur résultat au  Box-office France 1992.

## Distinctions

### Récompenses
- Jupiter Award du meilleur acteur international pour Robert De Niro
- Chicago Film Critics Association Awards de l'actrice la plus prometteuse pour Juliette Lewis
- Kansas City Film Critics Circles Awards de la meilleure actrice dans un second rôle pour Juliette Lewis
- BMI Film Music Awards pour Elmer Bernstein
- National Society of Film Critics Award de la meilleure actrice dans un second rôle pour Juliette Lewis (2e place)
- New York Film Critics Circles Awards : 
  - Meilleure actrice dans un second rôle pour Juliette Lewis (2e place)
  - Meilleure photographie pour Freddie Francis (2e place)

### Nominations
- Oscars 1992 :
  - Meilleur acteur pour Robert De Niro
  - Meilleure actrice dans un second rôle pour Juliette Lewis
- Golden Globes 1992 :
  - Meilleur acteur dans un film dramatique pour Robert De Niro
  - Meilleure actrice dans un second rôle pour Juliette Lewis
- BAFTA Awards 1993 : 
  - Meilleure photographie pour Freddie Francis
  - Meilleur montage pour Thelma Schoonmaker
- David di Donatello du meilleur acteur étranger pour Robert De Niro
- MTV Movie Awards :
  - Meilleur baiser pour Robert De Niro et Juliette Lewis
  - Meilleure performance masculine pour Robert De Niro
  - Meilleur Vilain pour Robert De Niro
- Chicago Film Critics Association Awards : 
  - Meilleur réalisateur pour Martin Scorsese
  - Meilleure actrice dans un second rôle pour Juliette Lewis
- Berlinale 1992 : En compétition pour l'Ours d'or

## Commentaires